# Sergio Tardioli
Sergio Tardioli (Spello, 14 luglio 1938 – Civitavecchia, 4 ottobre 2023) è stato un attore italiano.

## Biografia
È stato un attore italiano caratterista; inizia a farsi notare iniziando a recitare in alcuni film di genere poliziesco, dopodiché prende parte anche ad alcune commedie. Uno dei piccoli ruoli in cui si è saputo destreggiare al meglio è quello del vigile cocciuto che prende in antipatia l'ispettore Giraldi interpretato da Tomas Milian in Delitto al ristorante cinese. Dotato di un viso particolarmente austero e severo, i ruoli da lui interpretati sono sempre stati quelli di uomini seri e integerrimi; dal vigile urbano un po' ottuso all'uomo tipicamente zelante, spesso e volentieri con uno spiccato accento marchigiano.
Molto attivo in teatro, tra i suoi primi lavori di rilievo La Betìa, commedia del Ruzante nell'adattamento di Franco Parenti (1975). Nella seconda metà degli anni settanta Tardioli ha fatto parte della compagnia Tieri-Lojodice, mentre all'inizio degli anni ottanta di quella di Gino Bramieri: con quest'ultimo è anche stato coinvolto nel 1981 nell'incidente automobilistico nei pressi di Bisaccia in cui ha perso la vita l'attrice Liana Trouché. Negli anni novanta ha fatto parte della compagnia di Turi Ferro: in particolare nel 1997 ha recitato al fianco di Ferro e di Kim Rossi Stuart nel dramma Il visitatore diretto da Antonio Calenda.

### Morte
È morto all'ospedale di Civitavecchia il 4 ottobre 2023 all'età di 85 anni.

## Filmografia

### Cinema
- La polizia ha le mani legate, regia di Luciano Ercoli (1975)
- Il padrone e l'operaio, regia di Steno (1975)
- San Babila ore 20: un delitto inutile, regia di Carlo Lizzani (1976)
- L'Italia in pigiama, regia di Guido Guerrasio (1977)
- Napoli si ribella, non accreditato, regia di Michele Massimo Tarantini (1977)
- Mannaja, regia di Sergio Martino (1977)
- La poliziotta della squadra del buon costume, regia di Michele Massimo Tarantini (1979)
- Supersexymarket, regia di Mario Landi (1979)
- Sabato, domenica e venerdì, regia di Pasquale Festa Campanile, episodio Domenica (1979)
- Mani di velluto, regia di Castellano e Pipolo (1979)
- Il ficcanaso, regia di Bruno Corbucci (1980)
- Delitto al ristorante cinese, regia di Bruno Corbucci (1981)
- Pierino colpisce ancora, regia di Marino Girolami (1982)
- identificazione di una donna, regia di Michelangelo Antonioni (1982)
- Giovani, belle... probabilmente ricche, regia di Michele Massimo Tarantini (1982)
- Vai avanti tu che mi vien da ridere, regia di Giorgio Capitani (1982)
- Sbirulino, regia di Flavio Mogherini (1982)
- Apocalisse di un terremoto, regia di Sergio Pastore (1982)
- Pin il monello, regia di Sergio Pastore (1982)
- Mystère, regia di Carlo Vanzina (1983)
- Uno scandalo perbene, regia di Pasquale Festa Campanile (1984)
- Una spina nel cuore, regia di Alberto Lattuada (1986)
- Viaggio di nozze in giallo, regia di Michelangelo Jurlaro (1990) – solo credito
- Voyage à Rome, regia di Michel Lengliney (1992)
- Senza pelle, regia di Alessandro D'Alatri (1994)
- Celluloide, regia di Carlo Lizzani (1996)
- Banzai, regia di Carlo Vanzina (1997)
- La via degli angeli, regia di Pupi Avati (1999)
- Amici Ahrarara, regia di Franco Amurri (2001)
- Il signor Diavolo, regia di Pupi Avati (2019)

### Televisione
- Paganini, regia di Dante Guardamagna – miniserie TV, 1 episodio (1976)
- Il Passatore, regia di Piero Nelli – miniserie TV, 1 episodio (1977)
- Diario di un giudice – miniserie TV, 1 episodio (1978)
- Quasi davvero – serie TV, 1 episodio (1978)
- La vedova e il piedipiatti, regia di Mario Landi – miniserie TV, 1 episodio (1979)
- L'affare Stavisky – miniserie TV, 1 episodio (1979)
- Un uomo da ridere, regia di Lucio Fulci – miniserie TV, 1 episodio (1980)
- Arabella – miniserie TV, 4 episodi (1980)
- L'assedio – miniserie TV, 1 episodio (1980)
- Un paio di scarpe per tanti chilometri, regia di Alfredo Giannetti – miniserie TV (1981)
- Turno di notte, regia di Paolo Poeti – miniserie TV, 2 episodi (1981)
- George Sand, regia di Giorgio Albertazzi – miniserie TV, 1 episodio (1981)
- Don Luigi Sturzo, regia di Giovanni Fago – miniserie TV, 1 episodio (1981)
- L'elemento D – miniserie TV, 1 episodio (1981)
- Il caso Murri – miniserie TV, 2 episodi (1982)
- L'amante dell'Orsa Maggiore – miniserie TV, 5 episodi (1983)
- Un'isola – miniserie TV, 2 episodi (1986)
- La scalata, regia di Vittorio Sindoni – miniserie TV, 1 episodio (1993)
- Un commissario a Roma – serie TV, 1 episodio (1993)
- Il grande fuoco, regia di Fabrizio Costa – miniserie TV, 4 episodi (1995)
- Casa Vianello – sitcom, 2 episodi (1994-2002)
- Il generale Dalla Chiesa, regia di Giorgio Capitani – miniserie TV (2007)
- Il commissario De Luca, regia di Antonio Frazzi – miniserie TV, 1 episodio (2008)
- Don Matteo – serie TV, 5 episodi (2000-2018)
- Rocco Schiavone – serie TV, 1 episodio (2019)
- Blanca – serie TV, 1 episodio (2021)
- Doc - Nelle tue mani – serie TV, 2 episodi (2020-2022)
- Che Dio ci aiuti – serie TV, 1 episodio (2023)